# Lauren Stephens
Pour les articles homonymes, voir Stephens.
Lauren Stephens (nom complet Lauren Michelle Stephens), née le 28 décembre 1986 à Mesquite, est une coureuse cycliste professionnelle américaine.

## Biographie
Peu sportive dans sa jeunesse, elle se met au cyclisme lorsqu'elle rencontre son futur mari, qui est mécanicien pour cycles. Elle exerce le métier de professeur de mathématique en lycée durant trois ans. Elle réside à Dallas.
Elle devient professionnelle mi-2013.
En 2015, elle remporte le contre-la-montre de la troisième étape du Tour of the Gila. Elle se classe ensuite deuxième du contre-la-montre du Tour de Californie battue par Evelyn Stevens. Elle est ensuite quatrième du championnat national de contre-la-montre.
Lors du Tour de Thuringe, sur le contre-la-montre de la troisième étape, Lauren Stephens signe le deuxième temps une seconde derrière Lisa Brennauer et occupe également la deuxième place du classement général. Krista Doebel-Hicock est dans la bonne échappée lors de la cinquième étape et finit huitième. Le matin de la dernière étape très vallonnée, Lauren Stephens a vingt secondes de retard sur Lisa Brennauer, dix d'avance sur Emma Johansson et douze sur Amanda Spratt. Ces deux dernières multiplient les attaques et parviennent à se détacher avec l'Américaine et Karol-Ann Canuel. Emma Johansson accélère encore dans le final pour distancer Stephens et y réussit. La Suédoise remporte l'épreuve, Lauren Stephens est quatrième de l'étape et troisième du classement général.
Au Tour de l'Ardèche, elle remporte le contre-la-montre de la deuxième étape et endosse le maillot de leader du classement général. Elle le perd le lendemain au profit de Tayler Wiles. Elle se classe finalement deuxième de l'épreuve.
En 2017, à la Winston-Salem Cycling Classic, Leah Thomas attaque à environ cinq kilomètres de la ligne. Elle est suivie par Lauren Stephens, Lauretta Hanson et Lizzie Williams. Dans la dernière côte, Lauren Stephens accélère et n'est plus revue.
En 2020, au Tour de l'Ardèche, elle est quatrième de la première étape à cinq secondes de Margarita Victoria García . Le lendemain, elle est avec Anna Kiesenhofer, la seule à pouvoir suivre l'Espagnole dans le col de la Machine avant d'être distancée. Elle perd trente-sept secondes sur Garcia, mais les trois coureuses ont désormais plus de quatre minutes d'avance sur les autres coureuses. Sur la quatrième étape, elle prend la deuxième place. Le lendemain, elle fait partie d'une échappée de treize coureuses. À l'entrée de Vallon-Pont-d'Arc, le peloton reprend l'échappée à l'exception de Lauren Stephens et Nicole Steigenga. Leigh Ann Ganzar remplace Steigenga à l'avant et s'impose. Lauren Stephens est deuxième et prend le maillot rose. Les étapes suivantes n'apportent pas de changement au classement général, Lauren Stephens s'impose. Elle gagne également les classements par points et du combiné de cette course.

## Palmarès sur route

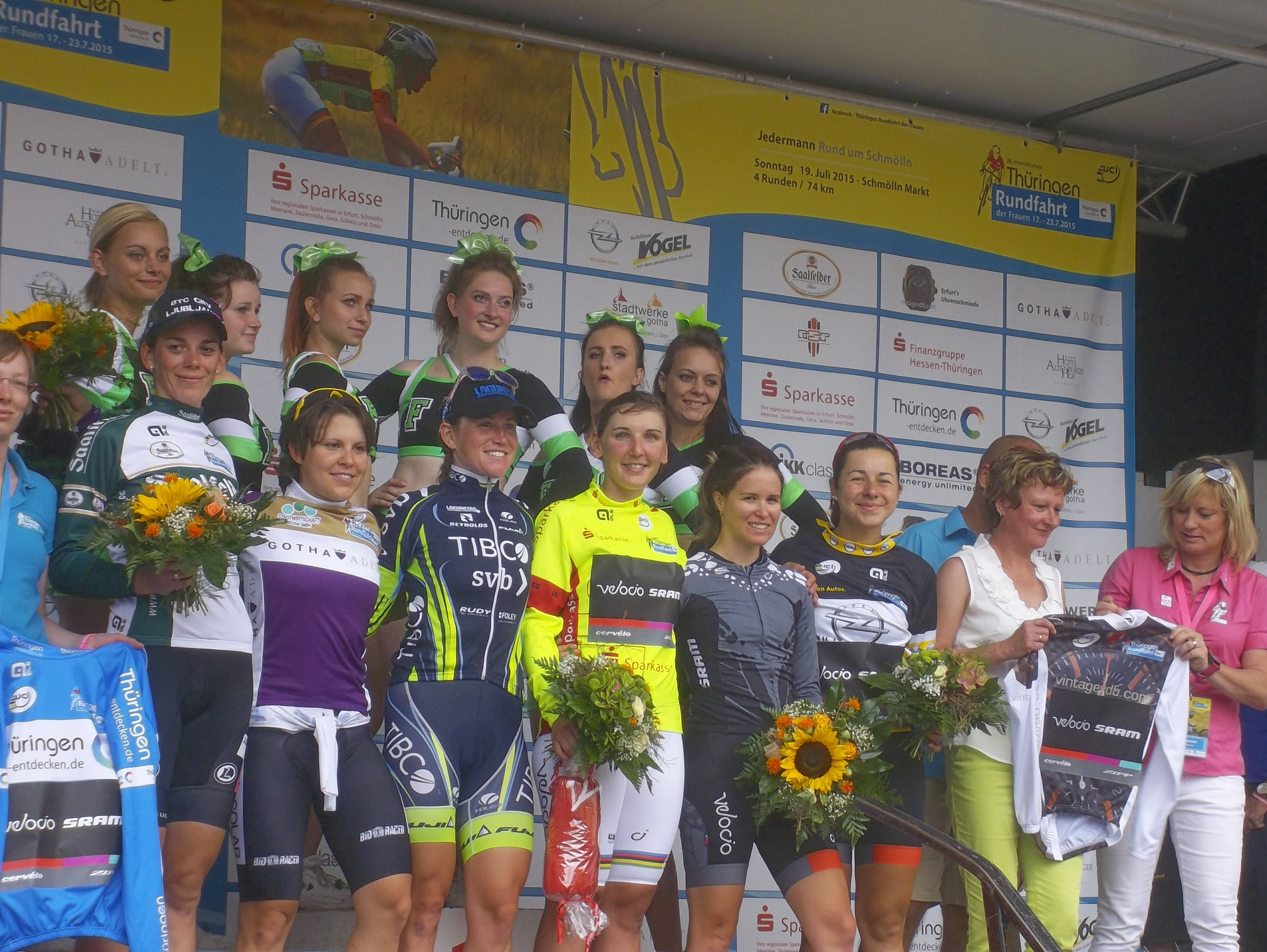
Au Tour de Thuringe (troisième à partir de la gauche), avec un maillot Tibco

### Par années
- 2014
  - Classement individuel de l'USA Cycling National Racing Calendar
  - Cascade Cycling Classic
- 2015
  - 4e étape du Tour de San Luis
  - Joe Martin Stage Race :
    - 1re et 3e étapes
    - Classement général

  - 3e étape du Tour of the Gila
  - 2e étape du Tour de l'Ardèche (contre-la-montre)
  - 2e du Tour de San Luis
  - 2e du Contre-la-montre du Tour de Californie
  - 2e du Tour de l'Ardèche
  - 3e du Tour of the Gila
  - 3e du Tour de Thuringe
- 2016
  - 3e de la Joe Martin Stage Race
- 2017
  - Chrono de Gatineau
  - Winston-Salem Cycling Classic
  - 4e étape du Tour de Thuringe (contre-la-montre)
  - 3e étape secteur a du Tour de l'Ardèche (contre-la-montre)
  - 2e de la Joe Martin Stage Race
  - 2e du championnat des États-Unis du contre-la-montre
  - 8e du championnat du monde du contre-la-montre
- 2018
  -  Vice-championne panaméricaine du contre-la-montre
  - 2e du Santos Women's Tour
- 2020
  - Tour cycliste féminin international de l'Ardèche
  - 6e de Gand-Wevelgem
  - 9e du championnat du monde du contre-la-montre
  - 9e du Tour des Flandres
- 2021
  -  Championne des États-Unis sur route
- 2022
  - 3e du championnat des États-Unis sur route
  - 3e du championnat des États-Unis du contre-la-montre
- 2023
  -  Médaillée d'or de la course en ligne aux Jeux panaméricains
  - Joe Martin Stage Race : 
    - Classement général
    - 2e étape
- 2024
  -  Championne panaméricaine sur route
  - Clásica de Almería
  - 3e étape du Tour de Normandie
  - Tour of the Gila : 
    - Classement général
    - 1re et 3e étapes

  -  Médaillée d'argent du championnat panaméricain du contre-la-montre
- 2025
  - Tour of the Gila :
    - Classement général
    - 1re (contre-la-montre), 2e et 3e étapes

  - Tour de Bloom : 
    - Classement général
    - 1re, 3e et 5e étapes

  - 2e du championnat des États-Unis sur route

### Résultats sur les grands tours

#### Tour d'Italie
4 participations
- 2013 : 47e
- 2018 : non-partante (6e étape)
- 2021 : non-partante (8e étape)
- 2023 : 47e

### Classements mondiaux
| Année                                 | 2012 | 2013 | 2014 | 2015 | 2016 | 2017 | 2018 | 2019 | 2020 | 2021 | 2022 | 2023 | 2024 |
| ------------------------------------- | ---- | ---- | ---- | ---- | ---- | ---- | ---- | ---- | ---- | ---- | ---- | ---- | ---- |
| Classement UCI                        | 275e | 289e | 124e | 20e  | 69e  | 23e  | 118e | 86e  | 13e  | 91e  | 279e | 116e | 66e  |
| UCI World Tour                        |      |      |      |      | 88e  | 40e  | 191e | 113e | 24e  | 70e  | 197e | 189e | nc   |
|                                       |      |      |      |      |      |      |      |      |      |      |      |      |      |
| Légende : nc = non classéSource : UCI |      |      |      |      |      |      |      |      |      |      |      |      |      |

## Palmarès sur piste

### Coupe du monde
- 2014-2015
  - 2e du scratch à Londres

### Championnats des États-Unis
- 2015
  -  Championne des États-Unis de course aux points
  -  Championne des États-Unis de poursuite par équipes